# Измалково (Липецкая область)
Изма́лково — село, административный центр Измалковского района Липецкой области и Измалковского сельского поселения.

## География
Расположено на железнодорожной линии Елец — Орёл.

## История
Селение было известно в начале XVII века и называлось тогда деревней Подворго́льская — по местоположению в верховьях реки Воргол.
В документах 1676 года отмечается как новопоселенное село на 30 дворов.
Название — по владельцам Измалковым, упоминаемым в документах XVII и начала XVIII веков.

## Население
| 1866  | 1880  | 1939  | 1959  | 1970  | 1979  | 1989  | 2002  | 2010  |
| ----- | ----- | ----- | ----- | ----- | ----- | ----- | ----- | ----- |
| 1428  | ↗1510 | ↗2668 | ↘2345 | ↗2924 | ↗3538 | ↗4159 | ↘4108 | ↘4015 |
| 2021  |       |       |       |       |       |       |       |       |
| ↘3644 |       |       |       |       |       |       |       |       |